# Скрипково (Новгородська область)
Скрипково (рос. Скрипково) — присілок в Старорусському районі Новгородської області Російської Федерації.
Населення становить 128 осіб. Входить до складу муніципального утворення Івановське сільське поселення.

## Історія
Від 2004 року входить до складу муніципального утворення Івановське сільське поселення.

## Населення
| 2009 | 2010 |
| ---- | ---- |
| 165  | ↘128 |